# Carol Rifka Brunt
Carol Rifka Brunt, född 1970 i Queens i New York, är en amerikansk författare mest känd för sin roman Låt vargarna komma (Tell the Wolves I'm Home).
Idag lever hon i Devon, England tillsammans med sin man och sina tre barn.
2012 slog hon igenom med romanen Tell the Wolves I'm Home som handlar om 14-åriga June och hennes jakt på sin döde morbrors historia. 2013 kom den svenska översättningen av boken, Låt vargarna komma.